# Rörsläktet
Rör (Calamagrostis) är ett släkte fleråriga växter i familjen gräs. Släktet består av 230–270 arter, företrädesvis på norra halvklotet. 
I Sverige växer åtta arter vilt: Bergrör (C. epigeios), brunrör (C. purpurea), grenrör (C. canescens), lapprör (C. lapponica), madrör (C. stricta), piggrör (C. varia), piprör (C. arundinacea) och skogsrör (C. chalybaea). Dessutom förekommer flera andra arter som trädgårdsväxter, såsom diamantröret (C. brachytricha).
Flera arter av rören hybridiserar, både inom släktet och med vissa arter utanför släktet. Östersjörör (Ammocalamagrostis x baltica) är en hybrid mellan bergrör och sandrör (Ammophila arenaria). Denna benägehet att skapa hybrider och underarter bidrar till den stora differensen i antalet kända arter.

## Arter (urval)
- Bergrör (C. epigeios)
- Berggultåda (C. lanceolata)
- Brunrör (C. purpurea)
- Diamantrör (C. brachytricha)
- Grenrör (C. canescens)
- Lapprör (C. lapponica)
- Madrör (C. stricta)
- Piggrör (C. varia)
- Piprör (C. arundinacea)
- Skogsrör (C. chalybaea)
- C. aleutica
- C. anomala
- C. archboldii
- C. arenicola
- C. atropurpurea
- C. bolanderi
- C. brassii
- C. breweri
- C. cainii
- C. calderillensis
- C. californica
- C. canadensis
- C. chalybaea
- C. coarctata
- C. crassiglumis
- C. deschampsioides
- C. eminens
- C. expansa
- C. filifolia
- C. foliosa
- C. gigantea
- C. hillebrandii
- C. holmii
- C. howellii
- C. hyperborea
- C. inexpansa
- C. irazuensis
- C. koelerioides
- C. labradorica
- C. leonardii
- C. mcvaughei
- C. montanensis
- C. nemoralis
- C. nutkaensis
- C. ophitidis
- C. pentapgonoides
- C. perplexa
- C. pickeringii
- C. porteri
- C. pringlei
- C. pseudophragmites
- C. purpurascens
- C. rubescens
- C. scabriflora
- C. scopulorum
- C. scotica
- C. scribneri
- C. sesquiflora
- C. steyermarkii
- C. subflexuosa
- C. suksdorfii
- C. sylvatica
- C. tarijensis
- C. tweedyi
- C. valida
- C. varia
- C. villosa
- C. yukonensis

## Dottertaxa till Rörsläktet, i alfabetisk ordning[1]
- Calamagrostis abnormis
- Calamagrostis acuminata
- Calamagrostis acutiflora
- Calamagrostis affinis
- Calamagrostis agrostidiformis
- Calamagrostis ajanensis
- Calamagrostis alaica
- Calamagrostis alajica
- Calamagrostis alba
- Calamagrostis albiflora
- Calamagrostis altaica
- Calamagrostis amoena
- Calamagrostis ampliflora
- Calamagrostis andrejewii
- Calamagrostis angustifolia
- Calamagrostis anthoxanthoides
- Calamagrostis appressa
- Calamagrostis archboldii
- Calamagrostis arundinacea
- Calamagrostis atjehensis
- Calamagrostis aurea
- Calamagrostis australis
- Calamagrostis austrodensa
- Calamagrostis austroscaberula
- Calamagrostis autumnalis
- Calamagrostis avenoides
- Calamagrostis badzhalensis
- Calamagrostis balkharica
- Calamagrostis benthamiana
- Calamagrostis bihariensis
- Calamagrostis bogotensis
- Calamagrostis bolanderi
- Calamagrostis boliviensis
- Calamagrostis borii
- Calamagrostis boyacensis
- Calamagrostis brachyathera
- Calamagrostis brassii
- Calamagrostis breweri
- Calamagrostis breviaristata
- Calamagrostis brevifolia
- Calamagrostis cabrerae
- Calamagrostis cainii
- Calamagrostis calderillensis
- Calamagrostis canadensis
- Calamagrostis canescens
- Calamagrostis carchiensis
- Calamagrostis carinata
- Calamagrostis caucasica
- Calamagrostis cephalantha
- Calamagrostis chalybaea
- Calamagrostis chaseae
- Calamagrostis chilensis
- Calamagrostis chrysantha
- Calamagrostis chrysophylla
- Calamagrostis cleefii
- Calamagrostis clipeata
- Calamagrostis coahuilensis
- Calamagrostis coarctata
- Calamagrostis conferta
- Calamagrostis conwentzii
- Calamagrostis cordechii
- Calamagrostis crassiuscula
- Calamagrostis crispa
- Calamagrostis cryptolopha
- Calamagrostis curta
- Calamagrostis curtoides
- Calamagrostis curvula
- Calamagrostis cuzcoensis
- Calamagrostis czerepanovii
- Calamagrostis debilis
- Calamagrostis decipiens
- Calamagrostis decora
- Calamagrostis densiflora
- Calamagrostis deschampsiiformis
- Calamagrostis deschampsioides
- Calamagrostis deserticola
- Calamagrostis diemii
- Calamagrostis diffusa
- Calamagrostis divaricata
- Calamagrostis divergens
- Calamagrostis dmitrievae
- Calamagrostis drummondii
- Calamagrostis ecuadoriensis
- Calamagrostis effusa
- Calamagrostis effusiflora
- Calamagrostis elatior
- Calamagrostis eminens
- Calamagrostis emodensis
- Calamagrostis epigeios
- Calamagrostis erectifolia
- Calamagrostis eriantha
- Calamagrostis expansa
- Calamagrostis fauriei
- Calamagrostis fibrovaginata
- Calamagrostis fiebrigii
- Calamagrostis filifolia
- Calamagrostis filipes
- Calamagrostis flaccida
- Calamagrostis foliosa
- Calamagrostis formosana
- Calamagrostis frigida
- Calamagrostis fulgida
- Calamagrostis fulva
- Calamagrostis fuscata
- Calamagrostis gayana
- Calamagrostis gigas
- Calamagrostis glacialis
- Calamagrostis griffithii
- Calamagrostis guamanensis
- Calamagrostis guatemalensis
- Calamagrostis hackelii
- Calamagrostis hakonensis
- Calamagrostis hartmaniana
- Calamagrostis haussknechtiana
- Calamagrostis hedbergii
- Calamagrostis henryi
- Calamagrostis heterophylla
- Calamagrostis hieronymi
- Calamagrostis hillebrandii
- Calamagrostis hirta
- Calamagrostis holciformis
- Calamagrostis holmii
- Calamagrostis howellii
- Calamagrostis hupehensis
- Calamagrostis imbricata
- Calamagrostis inaequalis
- Calamagrostis inexpansa
- Calamagrostis insperata
- Calamagrostis intermedia
- Calamagrostis involuta
- Calamagrostis jamesonii
- Calamagrostis kalarica
- Calamagrostis kengii
- Calamagrostis killipii
- Calamagrostis koelerioides
- Calamagrostis kokonorica
- Calamagrostis korotkyi
- Calamagrostis korshinskyi
- Calamagrostis kotulae
- Calamagrostis kuznetzovii
- Calamagrostis lahulensis
- Calamagrostis lapponica
- Calamagrostis lawrencei
- Calamagrostis leiophylla
- Calamagrostis leonardii
- Calamagrostis levipes
- Calamagrostis licentiana
- Calamagrostis ligulata
- Calamagrostis linifolia
- Calamagrostis llanganatensis
- Calamagrostis longiseta
- Calamagrostis macbridei
- Calamagrostis macilenta
- Calamagrostis macrophylla
- Calamagrostis malamalensis
- Calamagrostis mandoniana
- Calamagrostis matsumurae
- Calamagrostis mckiei
- Calamagrostis menhoferi
- Calamagrostis mesanthera
- Calamagrostis mesathera
- Calamagrostis microseta
- Calamagrostis minarovii
- Calamagrostis minima
- Calamagrostis minor
- Calamagrostis mollis
- Calamagrostis montanensis
- Calamagrostis moupinensis
- Calamagrostis muiriana
- Calamagrostis mulleri
- Calamagrostis munroi
- Calamagrostis nagarum
- Calamagrostis nardifolia
- Calamagrostis neesii
- Calamagrostis neocontracta
- Calamagrostis niitakayamensis
- Calamagrostis ningxiaensis
- Calamagrostis nitidula
- Calamagrostis nivicola
- Calamagrostis nudiflora
- Calamagrostis nutkaensis
- Calamagrostis obtusata
- Calamagrostis ophitidis
- Calamagrostis orbignyana
- Calamagrostis orizabae
- Calamagrostis ovata
- Calamagrostis paradoxa
- Calamagrostis parsana
- Calamagrostis parviseta
- Calamagrostis patagonica
- Calamagrostis pavlovii
- Calamagrostis perplexa
- Calamagrostis petelotii
- Calamagrostis pickeringii
- Calamagrostis pinetorum
- Calamagrostis pisinna
- Calamagrostis pittieri
- Calamagrostis planifolia
- Calamagrostis poluninii
- Calamagrostis polycephala
- Calamagrostis polygama
- Calamagrostis ponojensis
- Calamagrostis porteri
- Calamagrostis prahliana
- Calamagrostis preslii
- Calamagrostis pringlei
- Calamagrostis przevalskyi
- Calamagrostis pseudodeschampsioides
- Calamagrostis pseudophragmites
- Calamagrostis pseuopoa
- Calamagrostis pungens
- Calamagrostis purpurascens
- Calamagrostis purpurea
- Calamagrostis pusilla
- Calamagrostis quadriseta
- Calamagrostis radicans
- Calamagrostis ramonae
- Calamagrostis rauhii
- Calamagrostis recta
- Calamagrostis reflexa
- Calamagrostis reitzii
- Calamagrostis rigens
- Calamagrostis rigescens
- Calamagrostis rigida
- Calamagrostis rodwayi
- Calamagrostis rosea
- Calamagrostis rubescens
- Calamagrostis rupestris
- Calamagrostis sachalinensis
- Calamagrostis sajanensis
- Calamagrostis salina
- Calamagrostis scaberula
- Calamagrostis scabrescens
- Calamagrostis scabriflora
- Calamagrostis sclerantha
- Calamagrostis sclerophylla
- Calamagrostis scopulorum
- Calamagrostis scotica
- Calamagrostis sesquiflora
- Calamagrostis setiflora
- Calamagrostis sichuanensis
- Calamagrostis sikangensis
- Calamagrostis sinelatior
- Calamagrostis smirnowii
- Calamagrostis spicigera
- Calamagrostis spruceana
- Calamagrostis srilankensis
- Calamagrostis staintonii
- Calamagrostis stenophylla
- Calamagrostis steyermarkii
- Calamagrostis stolizkai
- Calamagrostis stricta
- Calamagrostis strigosa
- Calamagrostis subacrochaeta
- Calamagrostis subchalybaea
- Calamagrostis subepigeios
- Calamagrostis sublanceolata
- Calamagrostis submonticola
- Calamagrostis subneglecta
- Calamagrostis suka
- Calamagrostis tacomensis
- Calamagrostis tarmensis
- Calamagrostis tashiroi
- Calamagrostis tatianae
- Calamagrostis teberdensis
- Calamagrostis tenuifolia
- Calamagrostis teretifolia
- Calamagrostis tianschanica
- Calamagrostis tibetica
- Calamagrostis tolucensis
- Calamagrostis torgesiana
- Calamagrostis trichodonta
- Calamagrostis turkestanica
- Calamagrostis tweedyi
- Calamagrostis tzvelevii
- Calamagrostis uralensis
- Calamagrostis ussuriensis
- Calamagrostis valida
- Calamagrostis varia
- Calamagrostis vassiljevii
- Calamagrostis velutina
- Calamagrostis veresczaginii
- Calamagrostis vicunarum
- Calamagrostis villosa
- Calamagrostis violacea
- Calamagrostis viridiflavescens
- Calamagrostis viridis
- Calamagrostis vulcanica
- Calamagrostis yanyuanensis
- Calamagrostis yatabei
- Calamagrostis youngii
- Calamagrostis zenkeri
- Calamagrostis zerninensis

## Bildgalleri

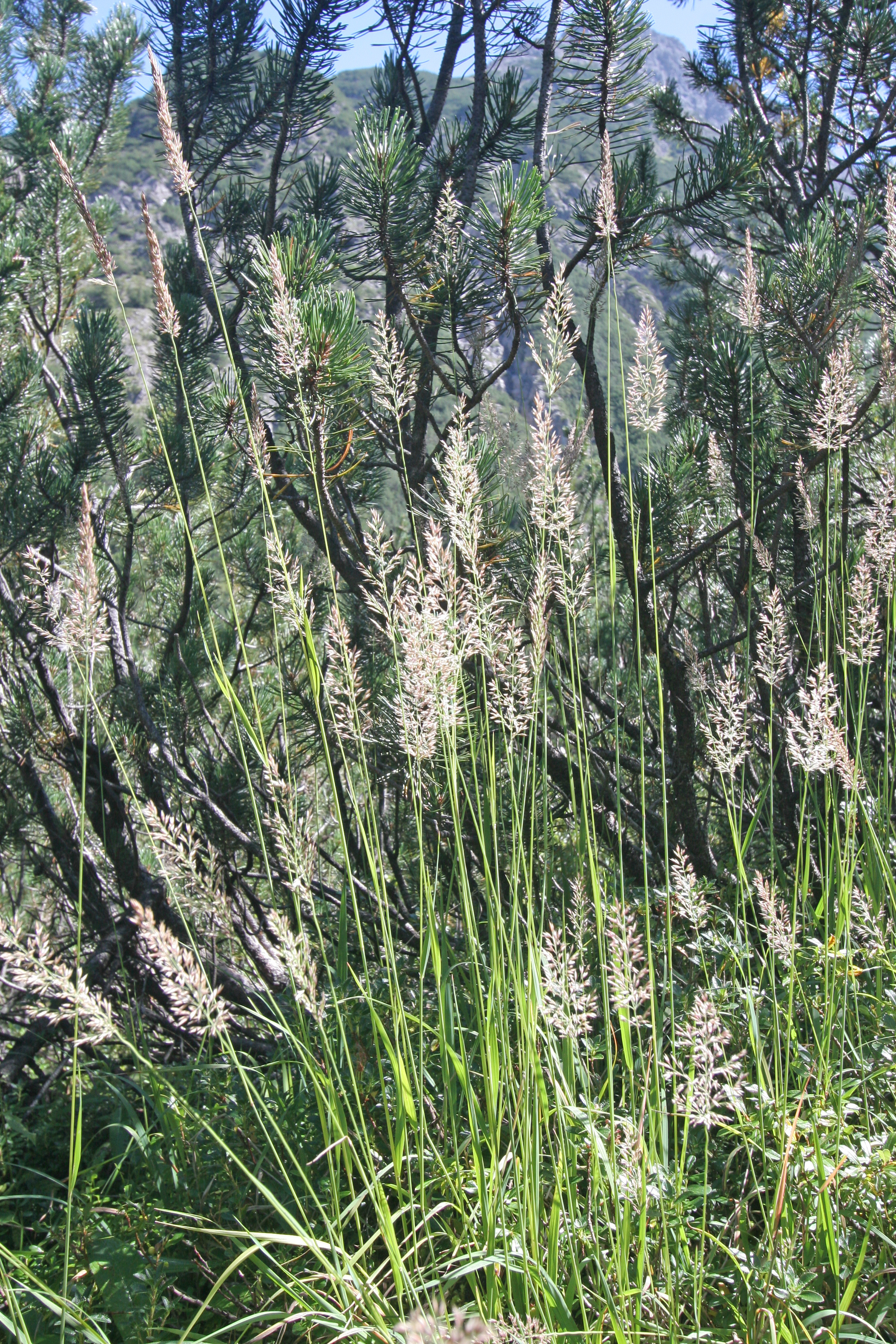
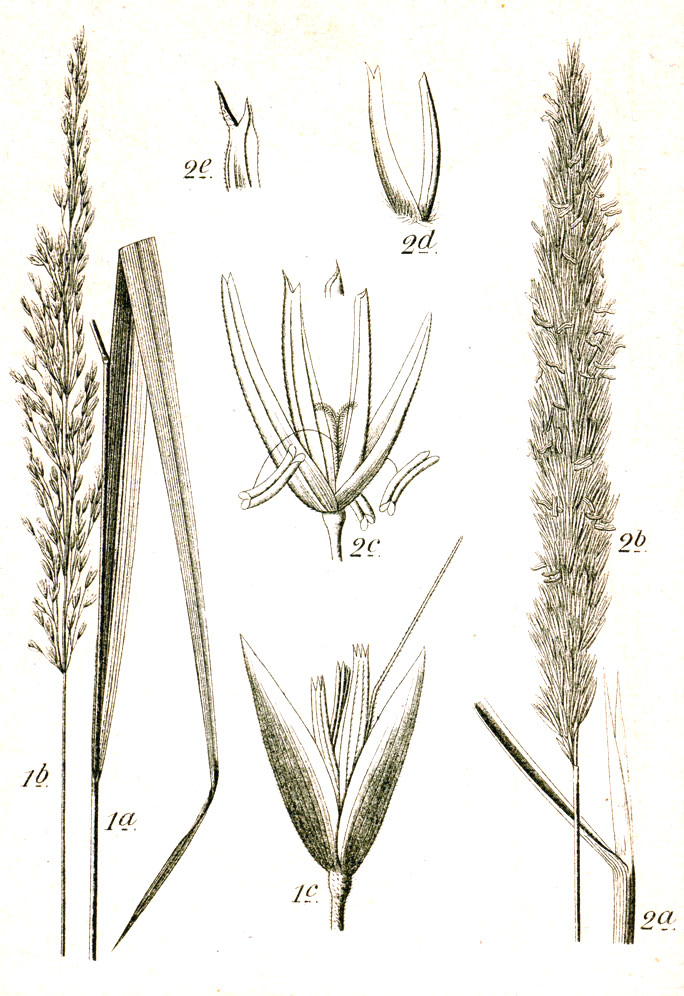
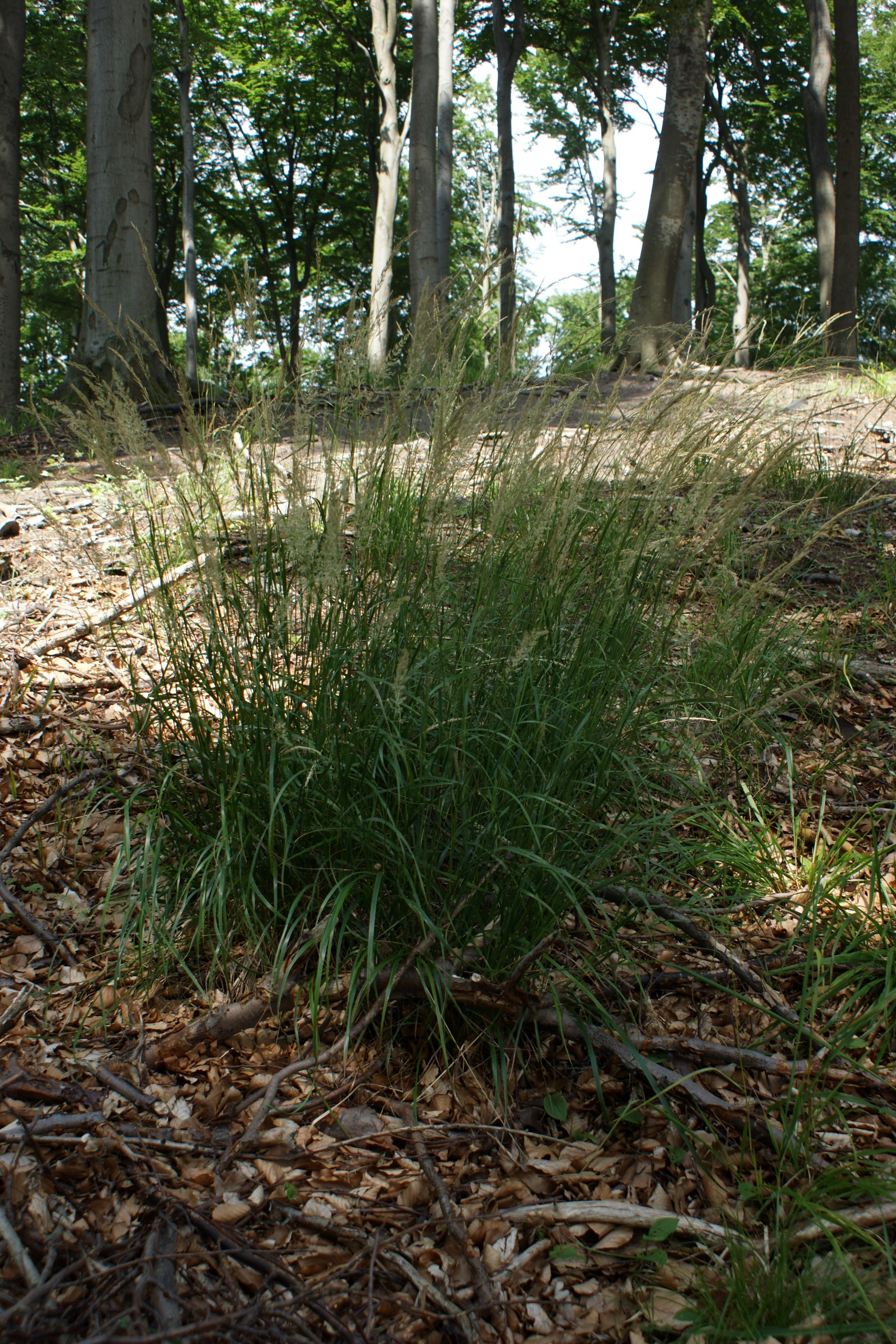
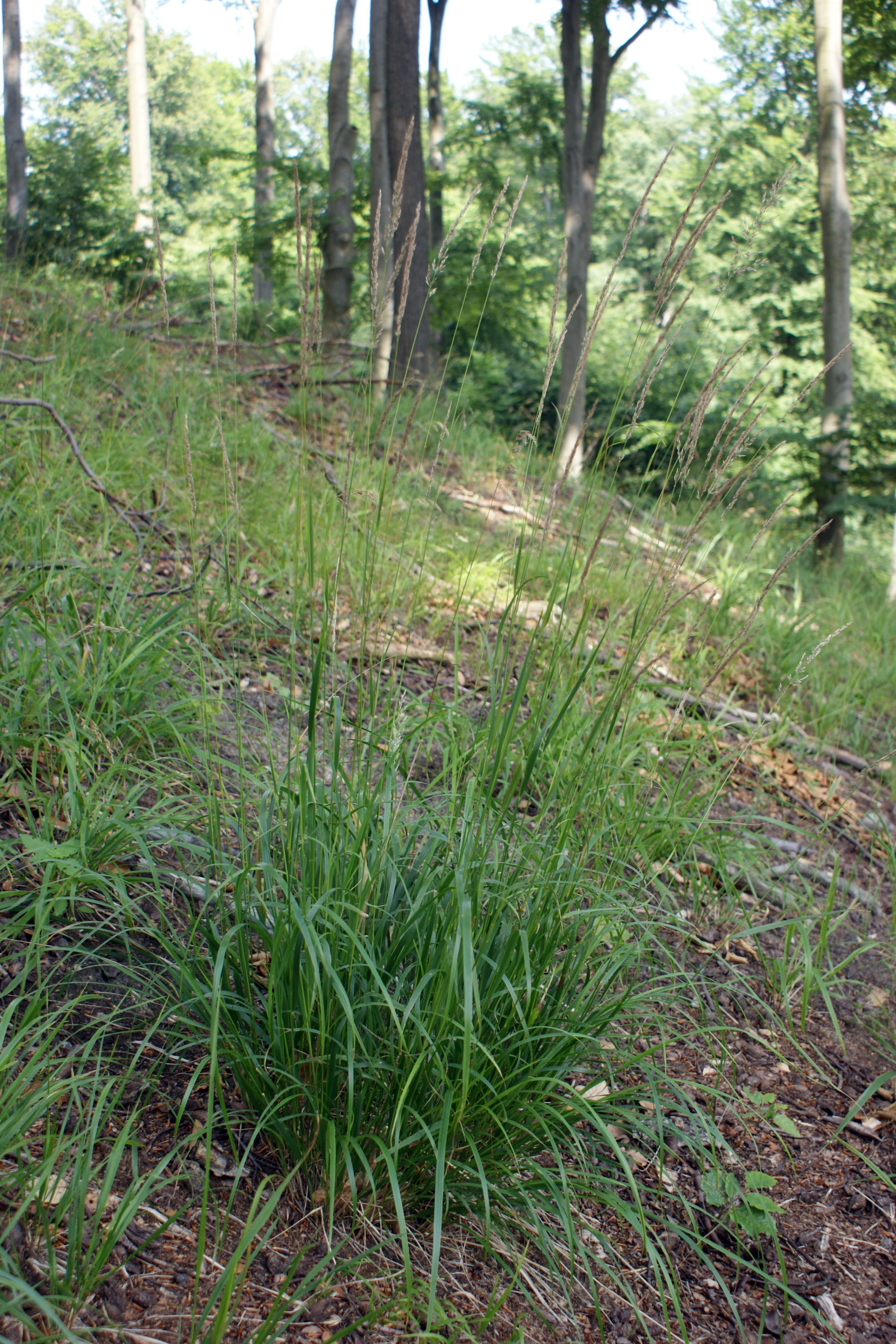
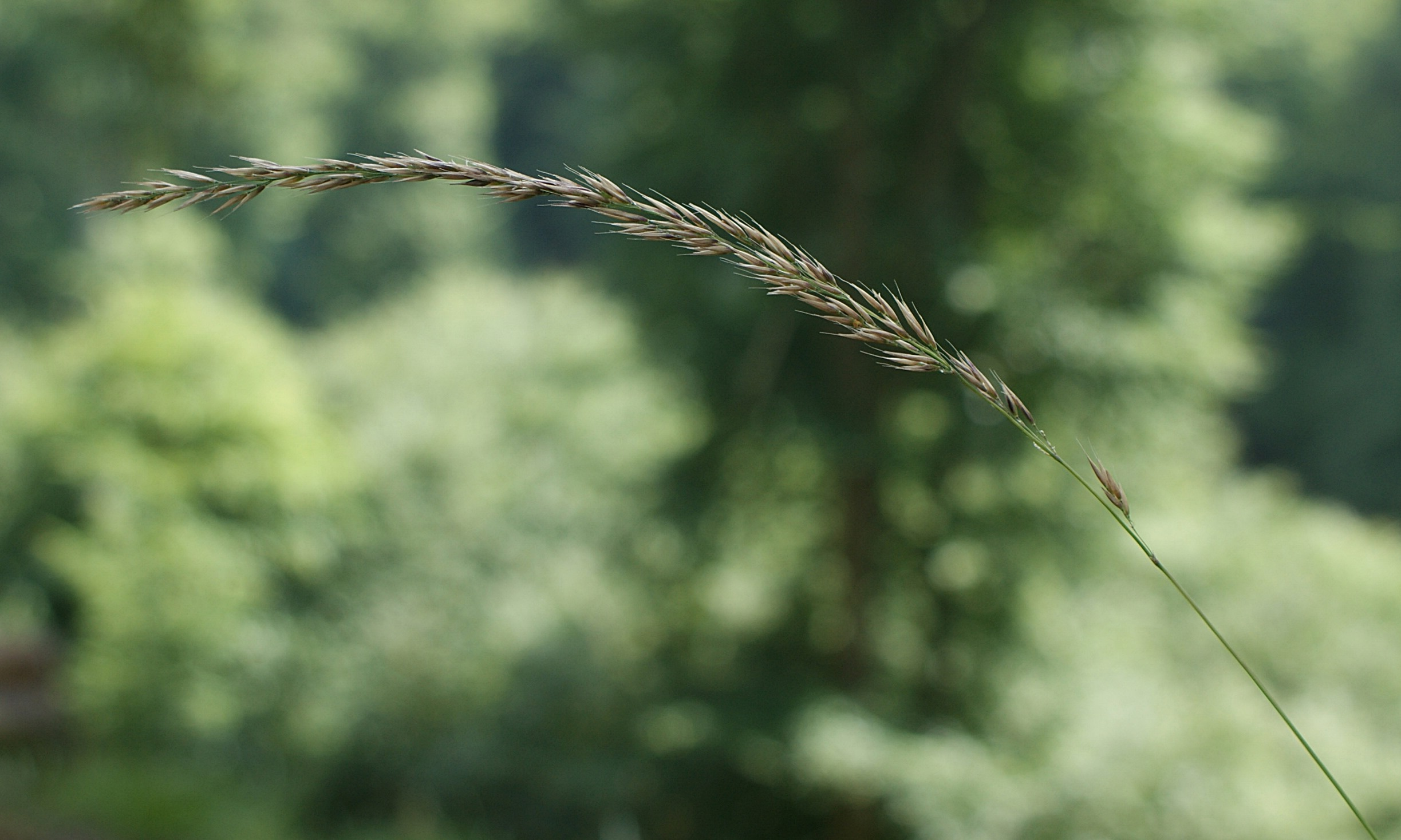
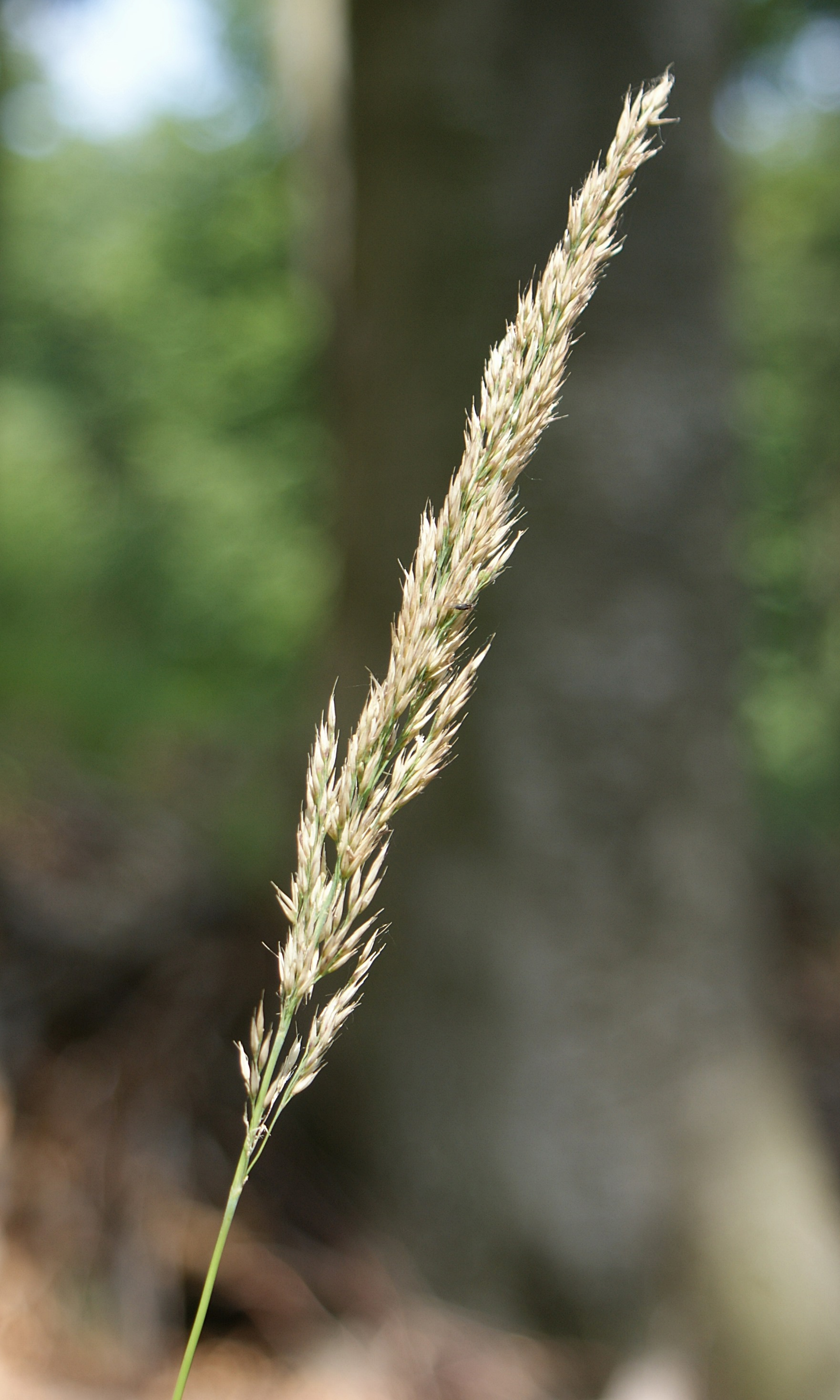